# Merritt Roe Smith
Merritt Roe Smith (1940) es un historiador estadounidense. Es Profesor de Historia de la Tecnología en el Instituto Tecnológico de Massachusetts.

## Trayectoria
Smith se graduó en la Universidad de Georgetown, y en la Universidad Estatal de Pensilvania con un Doctorado.
Sus investigaciones se centran en la historia de las innovaciones tecnológicas y los cambios sociales.
Actualmente escribe una monografía sobre tecnología y la Guerra Civil de los Estados Unidos.
Smith es miembro de la Academia Estadounidense de las Artes y las Ciencias, y es antiguo presidente de la Sociedad para Historia de la Tecnología.

## Premios
- Nominada para el Premio Pulitzer en Historia en 1977.
- Medalla Leonardo da Vinci, de la Sociedad para la Historia de la Tecnología
- Frederick Jackson Turner Award en 1977

## Trabajos
- "Tecnología, Industrialización, y la Idea de Progreso en América"
- "Industria, Tecnología, y la 'Cuestión Laboral' en la América del Siglo XIX"

- Harpers Ferry Armory y la Nueva Tecnología. Cornell University Press. 1977. ISBN 978-0-8014-9181-8.   (reimpresión 1980)
- Merritt Roe Smith, ed. (1985). Empresa Militar y Cambio Tecnológico. MIT Press. ISBN 978-0-262-19239-2.
- Merritt Roe Smith, Leo Marx, ed. (1994). ¿La Tecnología Mueve la Historia?. MIT Press. ISBN 978-0-262-69167-3.
- Grandes Problemas en la Historia de la Tecnología Americana (1998), coeditado con Gregory Clancey
- Pauline Maier, Merritt Roe Smith, Alexander Keyssar (2003). Inventando América. W. W. Norton & Company. ISBN 978-0-393-16814-3.  (reimpresión 2006)